# 久慈浜駅
久慈浜駅（くじはまえき）は、茨城県日立市久慈町三丁目にあった、日立電鉄日立電鉄線の駅（廃駅）である。

## 歴史
- 1928年（昭和3年）12月27日：常北電気鉄道大甕 - 当駅間の開業に伴い久慈駅として開業。当時は終着駅であった。
- 1929年（昭和4年）
  - 7月3日：久慈 - 常北太田間が開業、途中駅となる。
  - 8月15日：久慈浜駅に改称。
- 1944年（昭和19年）7月31日：会社合併に伴い日立電鉄線の駅となる。
- 1972年（昭和47年）6月30日：2代目駅舎が竣工する。
- 2005年（平成17年）4月1日：日立電鉄線の廃線に伴い廃止。

## 駅構造
島式ホーム1面2線と複数の側線および車庫を持つ交換可能な地上駅であった。構内には車両区・電気区・保線区・変電所があった。駅舎の脇に使われていない貨物用のホームが残っていた。

### のりば
| 番線 | 路線       | 行先           |
| ---- | ---------- | -------------- |
| 1    | 日立電鉄線 | 大甕・鮎川方面 |
| 2    | 日立電鉄線 | 常北太田方面   |

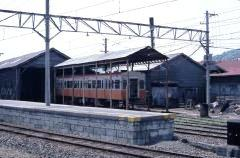
駅構内に併設されていた車両区（1987年）
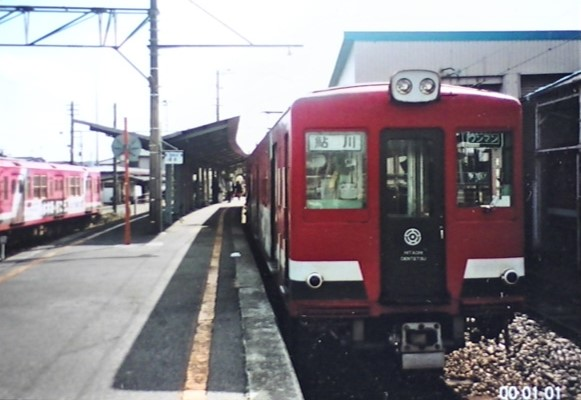
当駅に停車中の鮎川行き電車（2005年3月）

## 駅周辺
- 久慈浜郵便局
- 久慈茅根病院
- 日立港病院
- 久慈サンピア日立
- 日立市立久慈小学校
- 日立市立久慈中学校
- 茨城県立日立商業高等学校
- 久慈漁港
- 日立港

## 廃止後
車両工場所在駅であったため、廃止後すぐは引退した車輌が留置されていた。車輌は売却された一部を除き2006年（平成18年）7月までに解体された。駅設備・車両工場も2007年（平成19年）に全て取り壊された。
2013年（平成25年）4月24日には当駅跡に日立市立南部図書館が開館した。

## 隣の駅
日立電鉄
日立電鉄線
南高野駅 - 久慈浜駅 - 大甕駅